# Игуана (фильм)
«Игуана» — приключенческий фильм режиссёра Монте Хеллмана, снятый в 1988 году по одноимённому роману А. Васкеса-Фигероа.

## Сюжет
Действие фильма происходит в начале XIX века. Оберлус (Эверет МакГилл), гарпунщик на китобойном судне, регулярно подвергается насмешкам и избиению со стороны других моряков. Правая половина его лица обезображена — покрыта бугристыми наростами, из-за чего Оберлус получил прозвище Игуана. Однажды ночью после очередного жестокого избиения он сбегает с корабля на пустынный необитаемый остров Худ, но утром его обнаруживает команда во главе со старпомом Гамбоа (Фабио Тести). Он пытает Оберлуса и приказывает связать его для последующей расправы, но ночью тому удаётся убежать и скрыться в пещере. Утром команда покидает остров, Гамбоа оставляет матроса Себастьяна (Майкл Мэдсен) привязанным к столбу на побережье в наказание за то, что он допустил побег. Позже его находит Оберлус, провозглашает себя «королём острова Худ», а Себастьяна — своим первым рабом, заставляя его добывать и готовить пищу.
Таким же образом он поступает через некоторое время с двумя матросами, выброшенными на берег после кораблекрушения. Всех своих пленников-рабов он держит в пещере с замаскированным входом. Через некоторое время неподалёку от острова пришвартовывается корабль, на шлюпке высаживаются Кармен (Мару Вальдивьесо) и Диего (Фернандо Де Хуан). Оберлус берёт их в плен и топит шлюпку. Позже он убивает Диего и объявляет Кармен своей наложницей. Капитан корабля, считая Кармен и Диего погибшими во время шторма, не предпринимает поисков и отплывает.
Оберлус замечает прибытие своего бывшего корабля. Ночью он проникает на борт, убивает двоих моряков на палубе, берёт в плен Гамбоа, а сам корабль поджигает, предварительно заперев трюм. Позже Гамбоа вызовет Оберлуса на поединок, но будет убит.
Смирившаяся со своей участью Кармен рассказывает Оберлусу о том, что беременна от него. Через несколько месяцев капитан корабля, когда-то отказавшийся от поисков Кармен и её жениха, возвращается, высаживается на берег с группой вооруженных матросов и они приступают к поискам. Оберлус, находящаяся на последнем месяце беременности Кармен и оставшиеся в живых пленники бегут на другой конец острова. Оберлус намерен уплыть вместе с Кармен на шлюпке. Кармен рожает, но Оберлус забирает ребёнка, заявляя, что не допустит, чтобы тот страдал. С ребёнком на руках он уходит в море, намереваясь утопиться.

## В ролях
| Актёр               | Роль                        |
| ------------------- | --------------------------- |
| Эверет МакГилл      | Оберлус                     |
| Фабио Тести         | Гамбоа                      |
| Мару Вальдивьесо    | Кармен                      |
| Майкл Мэдсен        | Себастьян                   |
| Джозеф Калп         | Доминик                     |
| Майкл Брэдфорд      | седобородый моряк           |
| Роджер Кендалл      | Роджер                      |
| Фернандо де Хуан    | Диего                       |
| Роберт Кейс         | одноглазый моряк            |
| Джек Тейлор         | капитан судна «Old Lady II» |
| Пьеранджело Позатто | Родриго                     |
| Фернандо Себриан    | Ибарра                      |

## Работа над фильмом

### Сценарий
Патрик Уоткинс, известный также под именем Оберлус — реально существовавший ирландский моряк, который в 1807 году провёл на одном из островов Галапагосского архипелага два года, в течение которых он брал в плен и обращал в рабство других моряков, попавших на остров. В литературе жизнь Оберлуса была впервые достаточно подробно описана в сборнике очерков американского писателя Германа Мелвилла «Очарованные острова».
Очерк о тиране-отшельнике Оберлусе вдохновил испанского писателя Альберто Васкеса-Фигероа на написание романа «La iguana». В сюжете появилась испанка Кармен, которую Оберлус держит взаперти, насилует и заставляет вынашивать своего ребёнка. Васкес-Фигероа обратился с предложением об экранизации к итальянскому кинопродюсеру Франко ди Нунцио, который, в свою очередь, вышел на Монте Хеллмана.
Первоначальный сценарий состоял из многочисленных длинных монологов, так как был оформлен в виде писем Кармен к своей матери. Этот вариант категорически не устроил Монте Хеллмана, и он согласился стать режиссёром только при условии полной переработки сценария.

### Съёмка

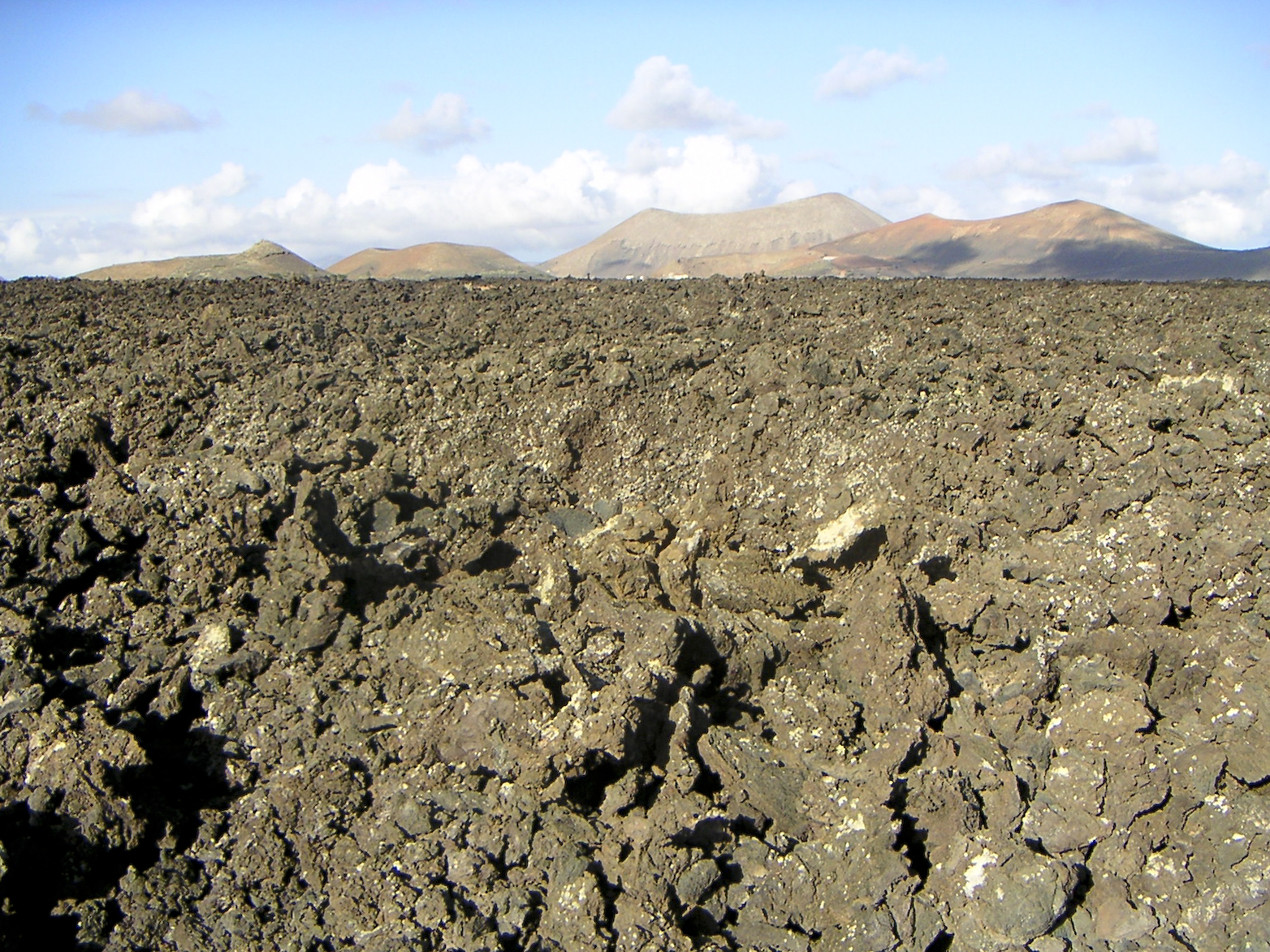
Лавовое поле острова Лансароте

Бо́льшая часть материала была снята на Лансароте, одном из островов Канарского архипелага. Остров был выбран из-за наличия больших пространств, покрытых базальтом и вулканическим пеплом, что обеспечивает сходство с галапагосским островом Худ, где происходит действие фильма. Все пещерные сцены были сняты в Риме.
Согласно воспоминаниям Монте Хеллмана, крайняя скупость продюсера Франко ди Нунцио привела к увеличению сроков работы над фильмом с шести до девяти недель из-за постоянных задержек с поставкой реквизита и оборудования — первые три недели съёмок пришлось обходиться без осветительного оборудования.

### Музыка в фильме
Из-за юридических сложностей, связанных с совместным производством фильма, в качестве композитора в титрах пришлось указать Франко Кампанино. В действительности авторство принадлежит Джони Митчелл, Амайе Мерино и Джозефу Калпу.

## Прокатная судьба
Премьера фильма состоялась в 1988 на Венецианском кинофестивале, где режиссёр Монте Хеллман получил специальный приз кинокритиков «Bastone Bianco Award». В дальнейшем Франко ди Нунцио настоял на том, что фильм должен быть сокращён на 8 минут. Из воспоминаний Монте Хеллмана:

Продюсер был одержим идеей о том, что длительность фильма не должна превышать 90 минут. Он не говорил по-английски и не понимал ни единого слова из фильма. Его сокращения разрушили ритм и логику фильма, затруднили восприятие, субъективно он стал восприниматься даже длиннее.
Оригинальный текст (англ.)The producer became obsessed with the idea that the movie should be no longer than 90 minutes. He didn't speak English, and never understood a word of the film. He made cuts that destroyed the rhythm and logic of the film, and made it incomprehensible, as well as seemingly longer.

В итоге ни одна из версий не появилась в широком прокате — продюсер долгое время отказывался продать фильм, его не устраивала цена, предлагаемая дистрибуторами. На территории США фильм долгое время был доступен только на VHS, пока в 2001 году компания Anchor Bay Entertainment не выпустила 98-минутную версию на DVD (был утерян двухминутный фрагмент — сцена, в которой очнувшийся Диего исчезает в тёмном углу пещеры). Полная 100-минутная версия была издана на Blu-ray в 2014 году компанией Raro Video.